# Daniel Schorn
Daniel Schorn (Zell am See, 12 de outubro de 1988) é um ciclista de estrada profissional austríaco que milita para Bora-Argon 18, equipe alemã de categoria UCI Professional Continental.
Natural de Zell am See, Schorn competiu como profissional desde 2008, competindo pela equipe Elk Haus–Simplon, antes de se juntar à equipe NetApp para o início da temporada de 2010. Schorn e a equipe NetApp estrearam nas Grandes Voltas, no Giro d'Italia 2012, onde Schorn assumiu o quinto lugar durante a nona etapa da corrida. O resultado veio depois de Schorn ter evitado um acidente com cerca de 400 m (1.300 pés) de percurso concluído, que acabou eliminando vários outros velocistas da disputa.